# 抗美援朝第三次战役

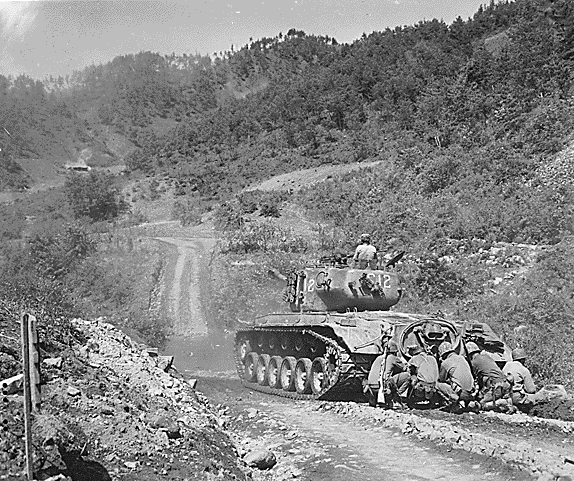
洪川郡一帶的美軍M26潘興戰車

抗美援朝第三次战役，中国人民志愿军介入朝鲜战争后的第三场战役。包括三七線附近的西线第三次汉城战役及东线原州战役。